# West Baden Springs
West Baden Springs est une ville américaine du comté d'Orange, dans l'État de l'Indiana. Lors du recensement de 2010, sa population s’élevait à 574 habitants.